# Разпръсквач
Разпръсквачът е устройство, предназначено за разпръскване на вода или друга течност, най-често за поливане на растения.
Разпръсквачите често имат механични приспособления, обикновено задвижвани от самия воден поток, които променят периодично посоката на пръскане, така че водата да се разпръсква относително равномерно върху дадена площ. Използват се различни модели, като напояваната площ може да варира от няколко квадратни метра до цели хектари. Освен за напояване, разпръсквачите могат да се използват като част от охладителна система, за намаляване на запрашеността на въздуха или за забавление.